# Штефан Тевес
Штефан Тевес (нім. Stefan Tewes, 24 листопада 1967) — німецький хокеїст на траві.
Олімпійський чемпіон 1992 року.